# Champs-sur-Yonne
Champs-sur-Yonne é uma comuna francesa na região administrativa de Borgonha-Franco-Condado, no departamento de Yonne. Estende-se por uma área de 4,39 km². Em 2010 a comuna tinha 1 662 habitantes (densidade: 378,6 hab./km²).